# Josef Herget

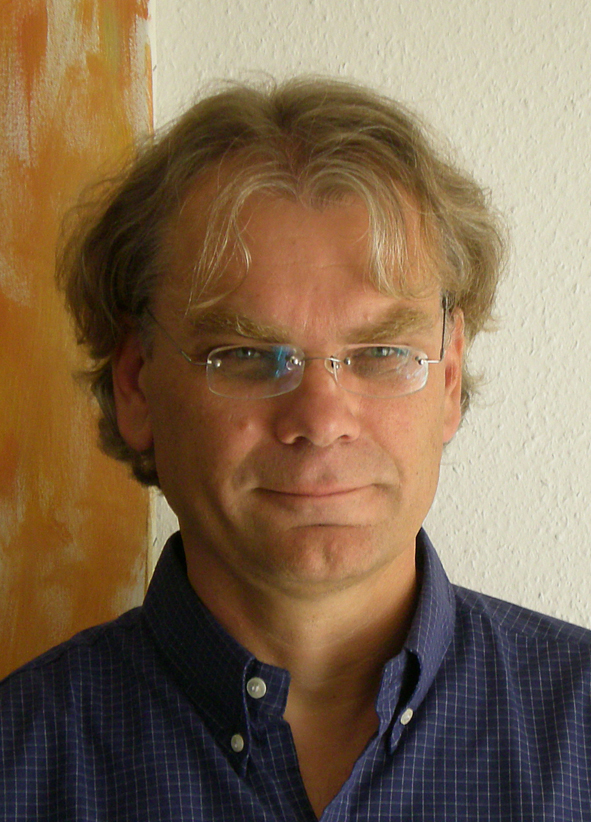
Josef Herget (2008)

Josef Herget (* 16. November 1957 in Karlsbad, Tschechoslowakei) ist deutscher Informationswissenschaftler. Er gründete das Konstanzer Beratungsunternehmen IMAC Information & Management Consulting, das aus einem Steinbeis Transferzentrum der Steinbeis-Stiftung hervorging. Außerdem ist Herget als Professor, Projektleiter, Experte und Gutachter unter anderem für EU und UNESCO tätig und Mitglied in Programmkomitees zahlreicher internationaler wissenschaftlicher Konferenzen. Herget ist unter anderem Vorstand des Hochschulverbandes für Informationswissenschaft, wissenschaftlicher Beirat des Informations- und Kommunikationsrings der Finanzdienstleister. Herget ist außerdem Autor zahlreicher Fachbücher.

## Biografie
Herget promovierte in Informationswissenschaft und hält Diplome in Verwaltungswissenschaft, Informationswissenschaft und Betriebswirtschaft. Er war Dozent für Wirtschaftswissenschaft, hielt seit 1986 verschiedene Lehraufträge in der Postgraduiertenausbildung auf dem Gebiet des Informationsmanagements, war von 1989 bis 1994 an der Universität Konstanz tätig, gründete 1994 mit Rainer Kuhlen das Steinbeis-Transferzentrum Informationsmärkte und Management Consulting, war von 1998 bis 2000 Hochschullehrer für Wirtschaftsinformatik an der Marmara-Universität Istanbul (deutschsprachige Abteilungen für Betriebswirtschaftslehre und Wirtschaftsinformatik) und von 2001 bis 2008 Professor und Leiter des Arbeitsbereichs für Informationswissenschaft an der HTW Chur (Schweiz), von 2008 bis 2012 an der Donau-Universität Krems, zunächst als Leiter des Zentrums für Wissens- und Informationsmanagement, von 2011 zusätzlich als Leiter des Departments für Wissens- und Kommunikationsmanagement, ab 2012 als Director of Research. Seit 2013 Leiter des Excellence Institute – Research & Solutions in Wien.

## Forschungsschwerpunkte
- Business Excellence
- Management Excellence
- Change und Unternehmenskultur Enterprise 2.0
- Informationsmanagement
  - Persönliches Informationsmanagement
  - Information Overload – Informationsflut
- Wissensmanagement

## Publikationen
- Publikationsverzeichnis